# Not for Threes
Not for Threes, álbum lanzado en octubre de 1997 por el grupo Plaid; este álbum fue lanzado por la discográfica Warp Records.
Not for Threes está integrado por 17 canciones y en él participa la cantante islandesa Björk interpretando la canción “Lilith”.

## Lista de canciones
1. Abla Eedio (7:56)
2. Kortisin (5:23)
3. Headspin (5:34)
4. Myopia (4:32)
5. Lat (0:46)
6. Extork (4:11)
7. Prague radio (4:45)
8. Fer (4:35)
9. Ladyburst (4:19)
10. Rakimou( 5:02)
11. Seph (1:36)
12. Lilith (4:38) - (Muestra MP3 (enlace roto disponible en Internet Archive; véase el historial, la primera versión y la última).)
13. Forever (1:16)
14. Getting (2:55)
15. Milh (5:25)
16. Undoneson( 4:15)
17. Spudink (4:44)